# Дирикис, Андрей
Андрей Дирикис (латыш. Andrejs Dīriķis, писал часто под псевдонимом Андриевс Йонайтис, латыш. Andrievs Jonaitis; 2 февраля 1853, Ляудона, ныне Мадонский край — 8 января 1888, Батум) — латышский журналист и переводчик. Брат Бернхарда Дирикиса.

## Биография
С 1870 году работал на различных административных должностях на территории нынешней Латвии — с перерывом в 1877—1881 гг. на работу в Болгарии, освобождённой в ходе Русско-турецкой войны.
Ряд этнографических статей Дирикиса посвящён установлению (и расширению) границ латышского этноса. В 1871 г. в «Балтийском вестнике» под редакцией своего брата он опубликовал статью «Польская Видземе» (латыш. Poļu Vidzeme), представлявшую собой первый на латышском языке очерк истории Латгалии. В 1878 году там же появилась статья Дирикиса «Латыши в Пруссии» (латыш. Latvieši Prūsijā) — реферат одного из разделов книги Людвига Пассарге «Из балтийских земель», описывающий природу Куршской косы и её жителей, которых Дирикис считает латышами.
Дирикис был наиболее заметным в своё время пропагандистом латышско-литовских культурных связей, регулярно обозревая литовскую культуру в латышской периодике; он, в частности, первым написал по-латышски о К. Донелайтисе. Отдельные статьи Дирикиса были написаны по-литовски и печатались в первой литовской газете «Аушра» за подписью «Андрей Латыш» (лит. Andrėjus Latvis). В 1872 году составил литовско-латышский словарь, в 1875 году — грамматику литовского языка (не опубликованы и сохранились в архиве).
Переводил на латышский язык произведения А. С. Пушкина, Н. В. Гоголя («Коляска»), водевиль А. А. Яблочкина «Много шуму из пустяков» и др.